# DIYアドバイザー
DIYアドバイザー（ディーアイワイアドバイザー）は、DIYの知識と技能を認定する公的資格。1983年に制定され、経済産業省所管の公益法人である社団法人日本DIY協会が試験の実施と資格の認定を行っている。
多くのホームセンターが従業員の資格取得を推進しているため、ホームセンターへの就職には有利であるといわれる。

## DIYアドバイザーの役割
DIYアドバイザーの役割は、DIYを行う者 (DIYer) に対し、その手法や道具、手順などの選択を手助けし、作業による事故の発生などの危険を未然に防ぐことである。また、電気・ガス工事のように有資格者以外の作業を禁じられている分野もあるため、法律の遵守を啓発する役割も負っている。

## 出題範囲
日本DIY協会では、出題範囲を以下のように定めている。

### 一次試験（学科試験）
- 住宅及び住宅設備機器に関する基礎知識
- DIY用品に関する知識
- DIYの方法に関する知識
- DIYの関連法規に関する知識
- その他、DIYに関する基礎知識

### 二次試験（実技試験、面接）
- DIYに関する実技の能力
- DIYを行う者 (DIYer) の相談内容を正しく理解し、これに基づいて的確に指導助言を行う能力

## おもな施設
職業訓練施設（職業能力開発校、職業能力開発促進センター、地域職業訓練センター）の住宅サービス科などでDIYアドバイザーの基礎知識を学ぶことができる。これらの職業訓練施設の中には、DIYアドバイザー二次試験実技免除実績校もある。
- 独立行政法人高齢・障害・求職者雇用支援機構立
  - 岩手職業能力開発促進センター住宅サービス科
  - 秋田職業能力開発促進センター住宅サービス科
  - 宮城職業能力開発促進センター住宅サービス科（6か月、DIYアドバイザー二次試験実技免除実績校）
  - 山形職業能力開発促進センター住宅サービス科
  - 東京支部住宅リフォームアカデミー 一般住宅及びマンションリフォーム科（3か月間、DIYアドバイザー二次試験実技免除実績校）
  - 山梨職業能力開発促進センター住宅サービス科（6か月、DIYアドバイザー二次試験実技免除実績校）
  - 静岡職業能力開発促進センター住宅サービス（住宅施工・CAD）科
  - 奈良職業能力開発促進センター住宅サービス科（6か月、DIYアドバイザー二次試験実技免除実績校）
  - 加古川職業能力開発促進センター住宅サービス科（6か月間、DIYアドバイザー二次試験実技免除実績校）
  - 広島職業能力開発促進センター住宅サービス科（6か月、DIYアドバイザー二次試験実技免除実績校）
  - 山口職業能力開発促進センター住宅サービス科（橋渡し訓練付き）
  - 鳥取職業能力開発促進センター住宅サービス科
  - 米子職業能力開発促進センター住宅サービス科
  - 大分職業能力開発促進センター住宅サービス科（6か月、DIYアドバイザー二次試験実技免除実績校）
  - 熊本職業能力開発促進センター住宅サービス科
  - 佐世保職業能力開発促進センター住宅サービス科（橋渡し訓練付き7か月コース）
  - 長崎職業能力開発促進センター住宅サービス科
  - 沖縄職業能力開発促進センター住宅サービス科
  - 静岡職業能力開発促進センター住宅リフォーム技術科（6か月、DIYアドバイザー二次試験実技免除実績校）
  - 東北職業能力開発大学校附属秋田職業能力開発短期大学校 生産システム科住居コース（6か月、DIYアドバイザー二次試験実技免除実績校）
  - 近畿職業能力開発大学校附属滋賀職業能力開発短期大学校 木造建築・リフォーム科（324時間、DIYアドバイザー二次試験実技免除実績校）
- 都道府県立職業能力開発校
  - 北海道立網走高等技術専門学院 住宅サービス科（2年、DIYアドバイザー二次試験実技免除実績校）
  - 埼玉県立大宮高等技術専門校 住宅サービス科（1年、DIYアドバイザー二次試験実技免除実績校）
  - 埼玉県立飯能高等技術専門校 内装リフォーム科（1年、DIYアドバイザー二次試験実技免除実績校）
  - 埼玉県立川越高等技術専門校短期課程 住宅サービス科
  - 東京都立城南職業能力開発センター DIYアドバイザー科（6か月、DIYアドバイザー二次試験実技免除実績校）
  - 神奈川県立平塚高等職業技術校 リフォーム施工コース（6か月間、DIYアドバイザー二次試験実技免除実績校）
  - 富山県黒部職業能力開発センター 住宅サービス科（6か月間、DIYアドバイザー二次試験実技免除実績校）
  - 富山県福野職業能力開発センター 住宅サービス科（I類、II類）
  - 愛知県立高浜高等技術専門校 住宅サービス科（6か月、DIYアドバイザー二次試験実技免除実績校）住宅インテリア科（6か月間、DIYアドバイザー二次試験実技免除実績校）住宅エクステリア科（6か月間、DIYアドバイザー二次試験実技免除実績校）
  - 三重県立津高等技術学校 住宅サービス科（6か月、DIYアドバイザー二次試験実技免除実績校）
  - 奈良県立高等技術専門校 家具工芸科（1年間、DIYアドバイザー二次試験実技免除実績校）
  - 兵庫県立神戸高等技術専門学院 建築施工コース（3か月、DIYアドバイザー二次試験実技免除実績校）
  - 広島県立広島高等技術専門校 建築インテリア科（1年、DIYアドバイザー二次試験実技免除実績校）
  - 高知高等技術学校（愛称：高知テクノスクール）、中村高等技術学校（愛称：中村テクノスクール）総合住宅サービス科
  - 鷹巣技術専門学校 住宅サービス科
- 地域職業訓練センター
  - 苫小牧地域職業訓練センター運営協会 リフォーム科（6か月、DIYアドバイザー二次試験実技免除実績校）
- 認定職業訓練施設
  - 住通不動産技能学院（茨城） ハウスドクターコース（6週間、DIYアドバイザー二次試験実技免除実績校）